# Lange Bretten

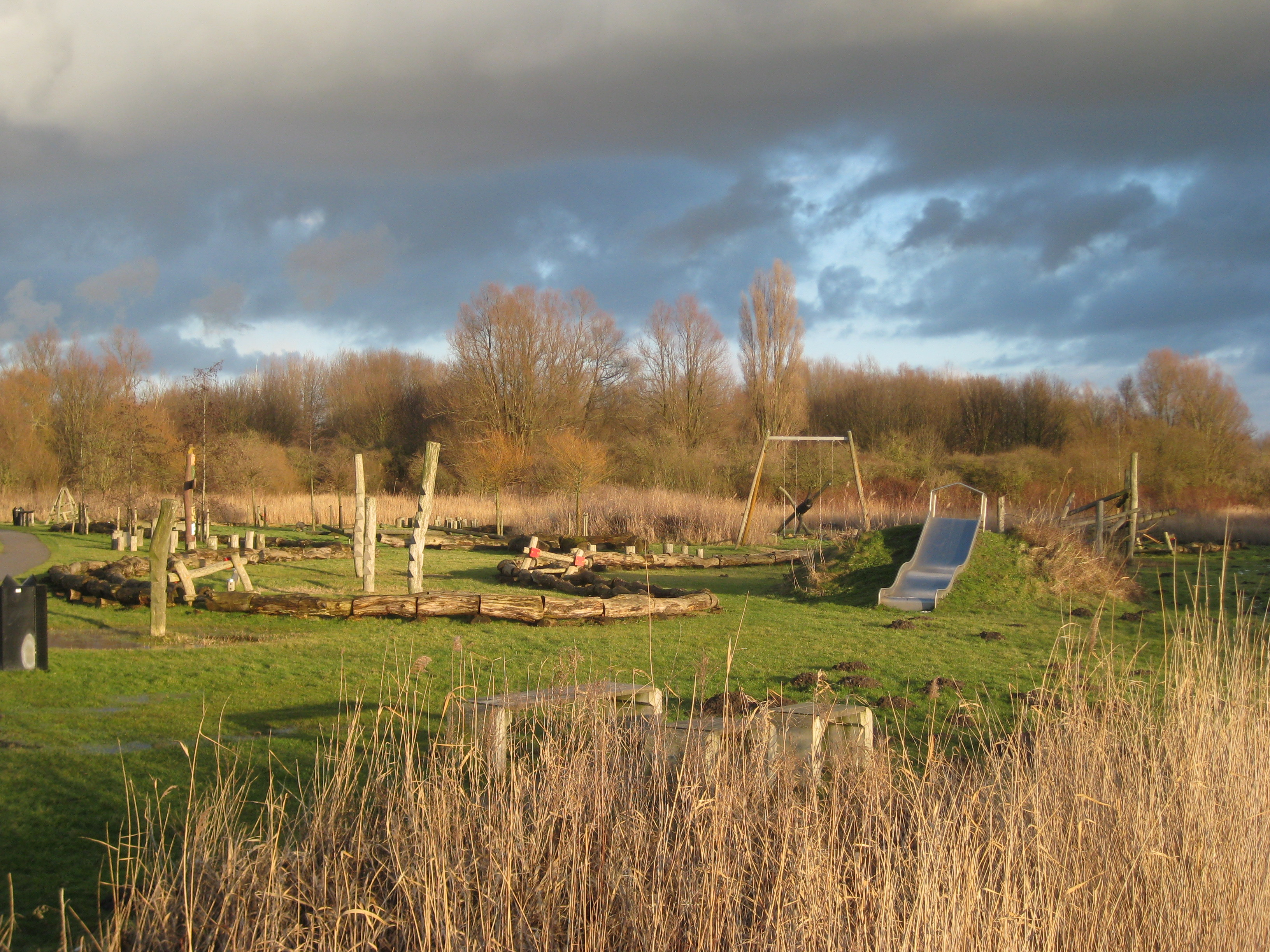
De Lange Bretten gezien vanaf de Australiëhavenweg

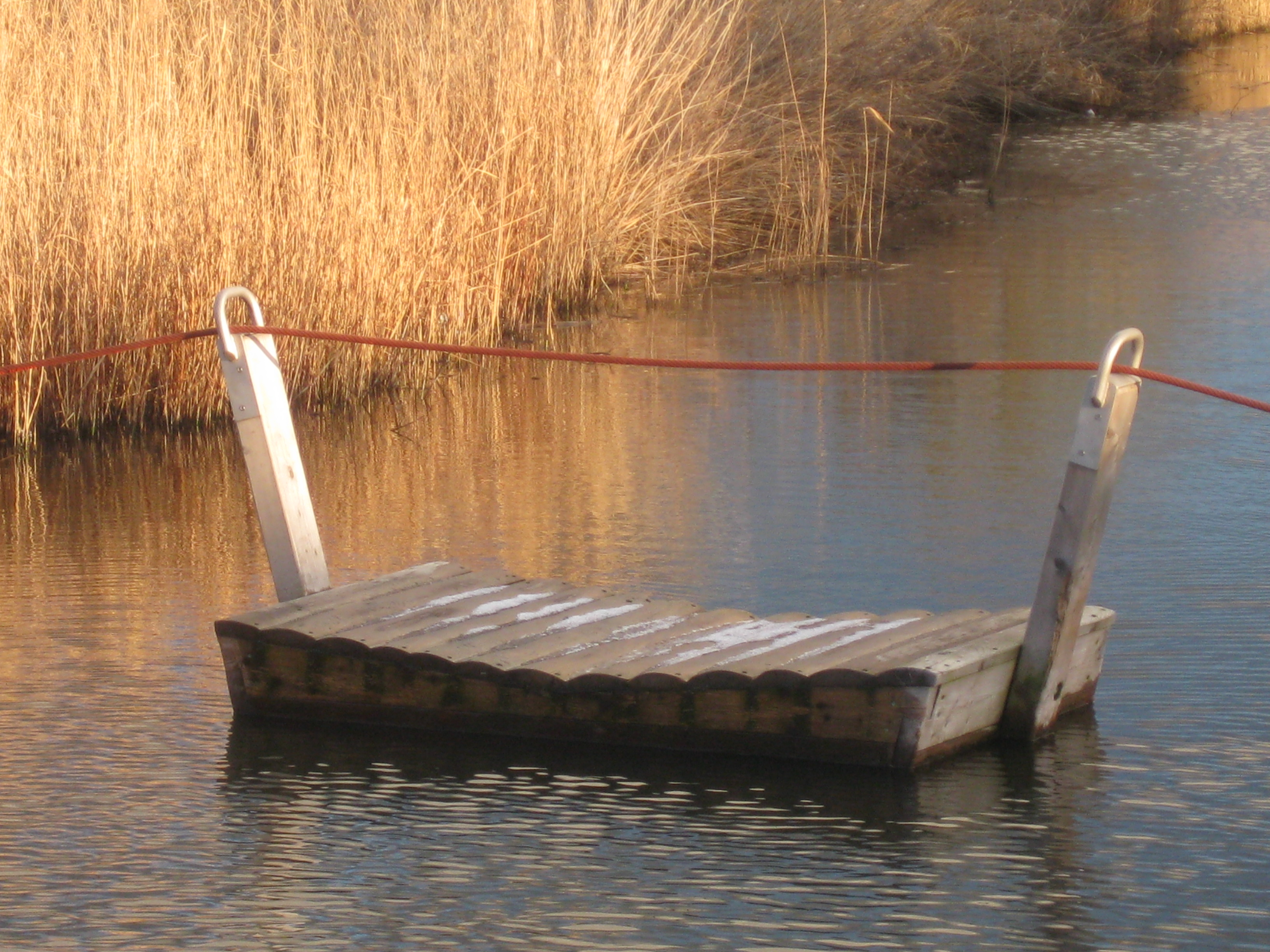
Trekpontje in het gebied

De Bretten, en soms ook de Lange Bretten genoemd, is een natuurgebied in het Amsterdamse stadsdeel Nieuw-West met een oppervlakte van 130 ha. Het is een groenstrook ten noorden van de Haarlemmertrekvaart en ten zuiden van het Westelijk Havengebied op de poldergronden van de Spieringhorner Binnenpolder. Het gebied is genoemd naar het Huis te Bretten, een van de landhuizen die langs deze vaart heeft gestaan. Dit huis stond ten westen van Sloterdijk langs de Spaarndammerdijk en werd afgebroken voor de aanleg van de eerste spoorlijn van Nederland, van Amsterdam naar Haarlem. Mogelijk is de naam van dit landhuis afgeleid van Borch te Bretten bij Katwijk en/of de 'Brittenburg', een Romeins fort nabij Katwijk.
Het gebied bleef onbebouwd in het kader van het Algemeen Uitbreidingsplan uit 1935, naar de denkbeelden van de stedenbouwkundige Cornelis van Eesteren, die een soort groene vingers (groene scheggen) tussen de stadswijken (lobben) voorstelde om de natuur aldus het stedelijk gebied te laten binnendringen.
Vanaf de jaren zestig was het gebied een onderdeel van de opgespoten terreinen van de Amsterdamse haven, doch doordat het gebied lang braak heeft gelegen hebben zich er spontane ontwikkelingen voorgedaan, zodat een ruig groen gebied ontstond. Er woonden overigens ook enige stadsnomaden. Wel zijn er plannen geweest voor woningbouw of industrie, terwijl ook de spoorlijn Amsterdam - Haarlem en een autoweg (Australiëhavenweg) door het gebied loopt.
Naast het ruige groengebied bevinden er zich ook sportparken (Spieringhorn) en volkstuinenparken. In de jaren zeventig werd het volkstuinenpark 'De Bretten', later ook volkstuinenpark 'De Groote Braak' aangelegd. Door aanleg van paden en speelvoorzieningen in 2006 is het gebied aantrekkelijker gemaakt voor recreatie. Daarnaast loopt er een doorgaande fietsroute vanaf het Westerpark via de Brettenzone naar Halfweg en het recreatiegebied Spaarnwoude, ook wel genoemd het Brettenpad.
Aan het westelijke einde van de Lange Bretten ligt het 30 ha metende natuurgebied De Kluut dat in 2000 door het Landschap Noord-Holland is ingericht en in beheer genomen. In 2008 is het Lange Bretten gebied voor een periode van 25 jaar in beheer gegeven aan het Landschap Noord-Holland met de bedoeling om er een natuurgebied van te maken. Het gebied is vrij toegankelijk en er zijn ook enkele recreatievoorzieningen.
In 2010 werd een begin gemaakt met de aanleg van de Westrandweg, die het gebied aan de westkant (nabij De Kluut) sinds 2013 doorsnijdt.
Sinds minstens 2013 werden in Sportpark Spieringhorn dance festivals gehouden, op slechts tweehonderd meter van de woonbuurt tussen de Burgemeester Vening Meineszlaan en de Haarlemmerweg. De productie van vooral laagfrequent geluid door deze evenementen veroorzaakte onrust en verzet in de aangrenzende buurten.
Voor kunstliefhebbers is er Beeldenroute Brettensuite, met beelden van Herbert Nouwens. In 2021 kwam kunstwerk De Bretten. Deze beelden zijn ook deels opgenomen in de fietskunstroute Sloterdijk - Spaarnwoude Park.